# Polandball

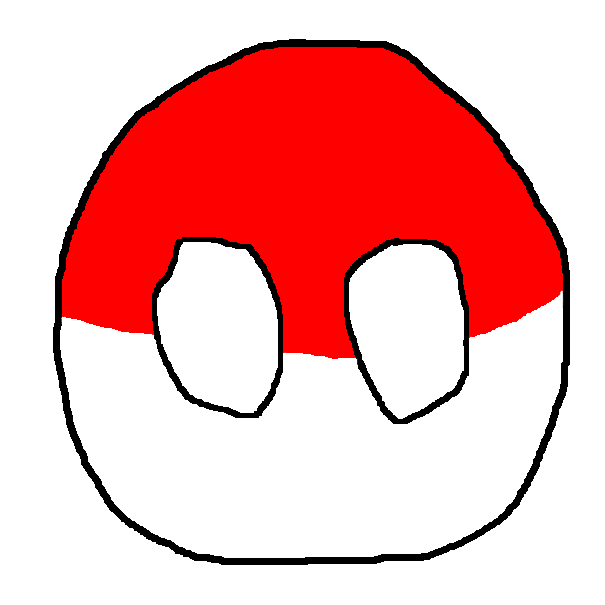
Användargenererad representation av Polandball.

Polandball, även känt som countryball (landsboll), är en geopolitisk användargenererad internetmem som har sitt ursprung från /INT/-sidan på det tyska bildforumet Krautchan.net under senare delen av 2009. Memen manifesteras i ett stort antal webbserier där länder presenteras som sfäriska personas som ofta interagerar med dålig engelska,  driver med nationella stereotyper och internationella relationer.

## Bakgrund
Polandball har sina rötter i en konflikt som utspelade sig i augusti 2009 mellan internet-användare från Polen och andra delar av världen på webbplatsen drawball.com. Webbplatsen erbjuder internetanvändare en virtuell målarduk som låter dem rita vad de vill och att utarbeta varandras teckningar. Polska internetanvändare tog fram idén att rita en polsk flagga på bollen och tusentals polska användare lyckades tillsammans att ta över drawball med en målning av vitt ovanpå rött, med ordet "POLSKA" skrivet i mitten av bollen. Efter samordning från 4chan täcktes denna sedan över av ett enormt hakkors.
Polandball-memen lades första gången upp på Krautchan.net, som är ett tyskspråkigt internetforum för bilder vars internationella /INT/-sida besöks av engelsktalande nätanvändare. Memen tillskrivs den brittiske användaren Falco på /INT/, som skapade memen med MS Paint i september 2009.  Syftet var att trolla med Wojak, en polsk användare på samma sida som ofta skrev på dålig engelska. Därefter har Polandball-teckningar ofta ritats av ryska användare.
Polandballserierna har sällan angivna upphovsmän på grund av dess ursprung (anymiteten på krautchan som uppmanas fortsätta) och det är många olika personer som gör dem. Idag är den största källan för nyskapade polandball-serier sidan polandball på Reddit men memen finns även att hitta på fler platser på internet, bland annat aktivt på facebook där sidor ofta blivit borttagna på grund av politiskt inkorrekt humor och användandet av hakkors på karaktären för Nazityskland samt på anonyma bildforum, ofta /INT/-sidan på 4chan och Krautchan.

## Teman

### Polen

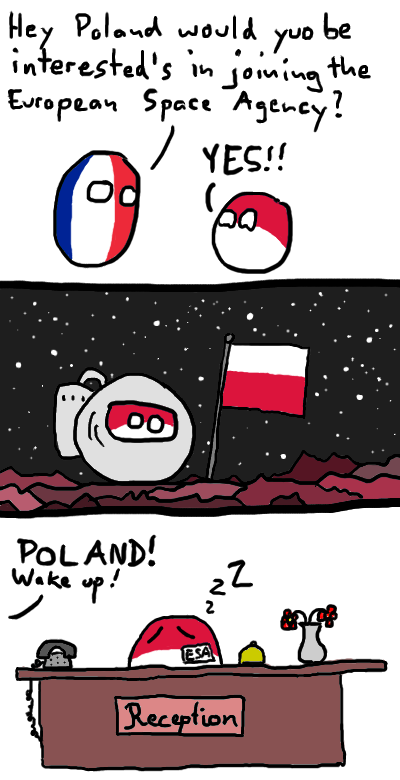
Ett exempel på en Polandball som är en bearbetning av "Poland cannot into space"-slagordet. Serien hänvisar till att Polen ansluter sig till den Europeiska rymdorganisationen år 2012.

Utgångspunkten för Polandball, som blivit allt populärare till följd av flygolyckan i Smolensk vilket tog livet av den polska presidenten Lech Kaczyński, är att det representerar Polen och dess historia, relationer med andra länder och stereotyper, fokuserat på Polens påstådda storhetsvansinne och nationalkomplex.
Interaktioner mellan countryball-karaktärer tenderar att vara skriven på dålig engelska och internetslang, som påminner om Lolcat-memen och i slutet av serien syns Polen, som medvetet representeras som rött ovanpå vitt (polska flaggan upp och ner), typiskt gråta.
Vissa Polandball-serier uppstår från principen att Ryssland kan flyga ut i rymden, medan Polen inte kan det. En av de mest populära Polandball-karikatyrerna börjar med utgångspunkten att jorden kommer att träffas av en gigantisk meteor, vilket leder till alla länder med rymdteknik lämnar Jorden och går in omloppsbana runt planeten. I slutet av serien syns Polen, fortfarande på jorden, gråtande, och med dålig engelska säger det typiska slagordet "Poland cannot into space". På detta humoristiska sätt, satte ryssarna stopp för all diskussion med polacker om vilket lands var överlägset. I en annan Polandball serie som fördjupar sig i historisk-politisk satir, så syns Polen tråka ut andra countryballs, med dess uttalanden som t.ex. "Så när vi krossade Ryssland och turkarna var [sic] det största landet i världen ... och. . ", vilket leder andra countryballs att skratta åt det. Polen, nu irriterat, yttrar kurwa och håller upp en skylt som lyder "Internet serious business" ("Internet allvarliga saker"), vilket är en Internet-slogan som används för att förlöjliga andra som behandlar personer med förakt, och i Polandball-sammanhang, avslutas med gråtande.

### Andra länder

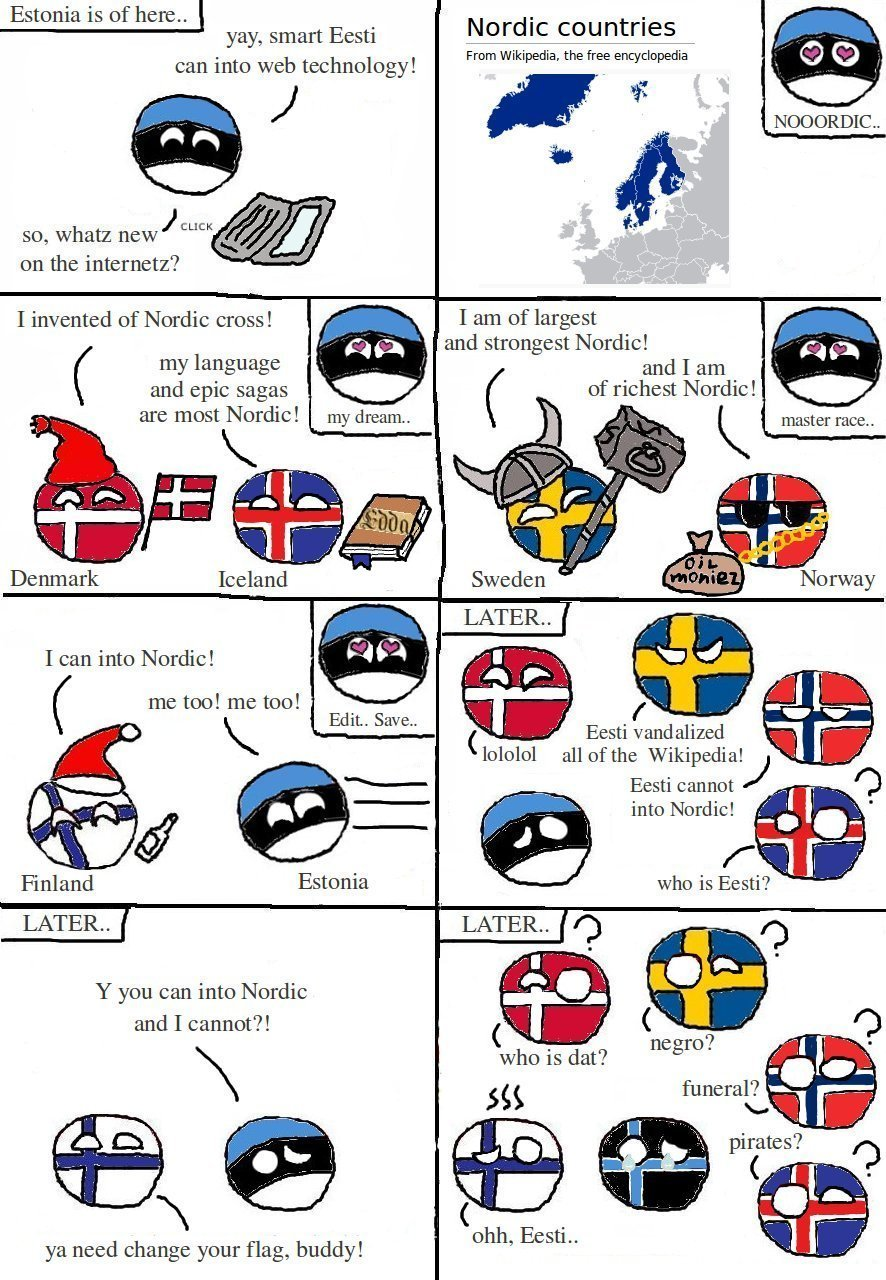
En Polandball-serie som gör narr av Estland.

Polandball kan också omfatta serier om andra länder än Polen, men enligt praxis så brukar dessa serier ändå kallas Polandball, men de kan även kallas countryballs. Länderna är också representerade som bollar, fast Singapore tar formen av en triangel och kallas för Tringapore; Israel tar formen av en hyperkub; Kazakstan tar formen av en tegelsten och Storbritannien visas iklädd en cylinderhatt och monokel.
Enkelheten med Polandball, med dess erkännande av världshistorien och fokus på aktuella frågor, gör memen lämpad att kommentera internationella händelser. Bland händelser som har omfattats av Polandball och har noterats i media, är Konklaven 2013 som såg Jorge Mario Bergoglio bli vald som den nya påven, konflikterna i Ukraina (Euromajdan, Krimkrisen och konflikten i östra Ukraina) och frågor rörande filippinska arbetare i Taiwan.

## Kritik

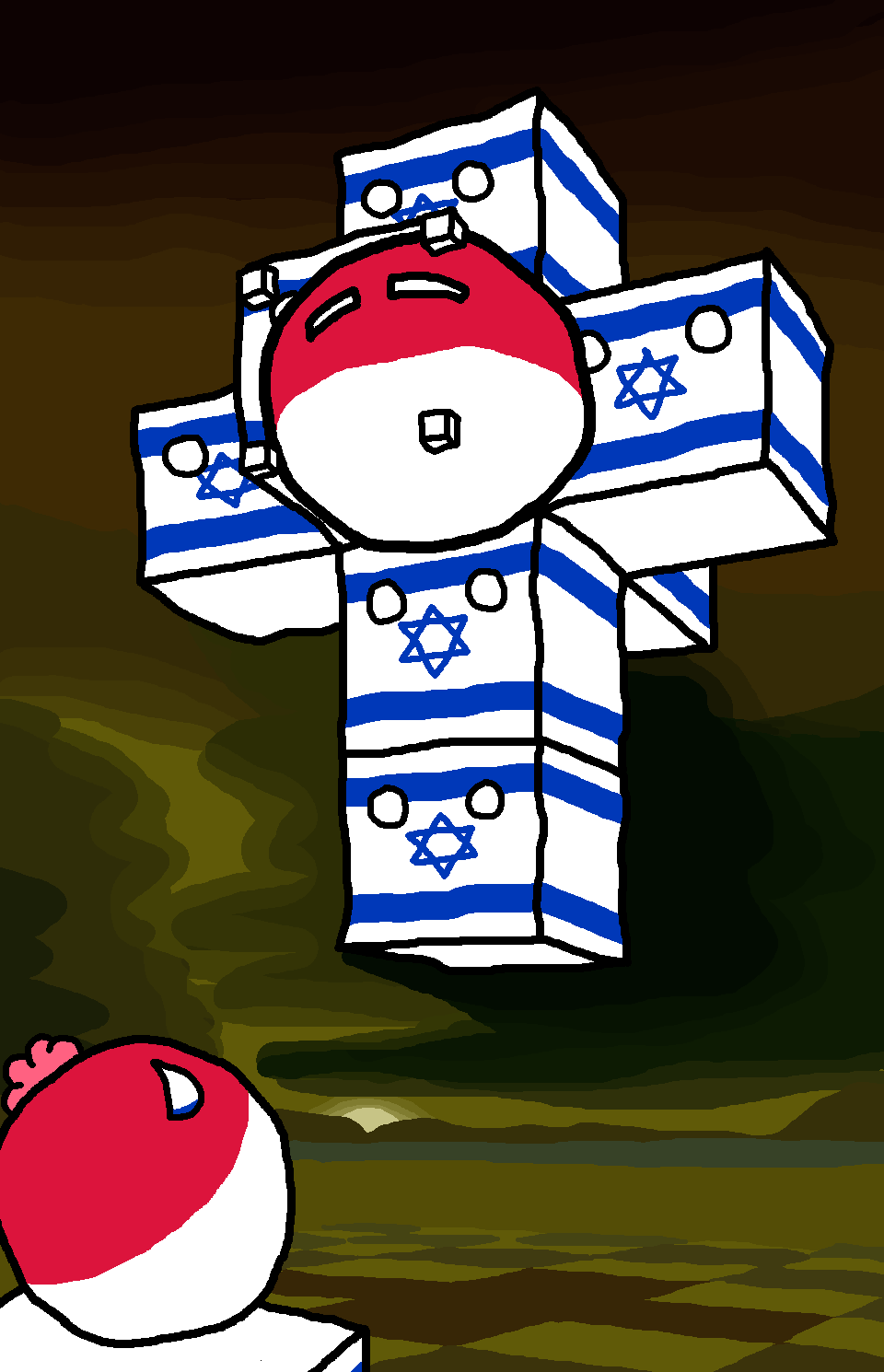
Ett exempel på en Polandball serie som det hänvisar till Crucifixion (Corpus Hypercubus) av Salvador Dali, och som illustrerar den polska martyrskap-stereotypen som beskrivits av Wojciech Oleksiak.

Wojciech Oleksiak, skribent på culture.pl, ett projekt av den polska regeringsfinansierade Adam Mickiewicz Institute som har till syfte att främja polska språket och kulturen utomlands, konstaterade att på grund av att vem som helst kan skapa en Polandball-serie så har förekomsten av memen skapat nya möjligheter för människor att uttrycka sina personliga åsikter om ras, religion och historia. Han sade även att komiska handlingarna kan vara "oförskämda, oartiga, rasistiska, kränkande, eller helt enkelt dumma" och noterar samtidigt att dess politiska inkorrekthets-natur av serierna ökar intresset för memen.
Samtidigt, konstaterar Oleksiak att Polandball-serier ofta använder överdrivna polska stereotyper, såsom att polacker inte är så kunniga i engelska som andra nationaliteter och inte så smarta samt att Polen är ett land fullt av trista psyko-katoliker. Vissa stereotyper som används i Polandball serier, såsom polacker som berättar historier om folks ärorika historia och leverne med en djupt rotad martyrskap oftast är sanna, medan stereotyper som att polackerna har många nationella komplex och skyller på yttre krafter för sina egna misslyckanden stämmer dåligt, men har något berättigande.
Oleksiak skriver även att pollacker kan lära sig från Polandball att ha "ett sinne för humor om våra långvariga agg".

## Övrig media
Estlands president Toomas Ilves retweetade 22 februari 2015 en polandball-serie  skapad av användaren Aaronc14 via Twitter.
Sverigedemokraterna använde sig av en introfilm  med polandball-tema vid landsdagarna 2015.